# Ligue des champions de rink hockey 1999-2000
 (décembre 2023).
Si vous disposez d'ouvrages ou d'articles de référence ou si vous connaissez des sites web de qualité traitant du thème abordé ici, merci de compléter l'article en donnant les références utiles à sa vérifiabilité et en les liant à la section « Notes et références ».
Navigation
Ligue des champions 1998-1999 Ligue des champions 2000-2001
La Ligue des champions de rink hockey 1999-2000 est la 35e édition de la plus importante compétition européenne de rink hockey entre équipes de club, et la 5e sous la dénomination Ligue des champions. La compétition est remportée par le FC Barcelone qui devient champion d'Europe des clubs pour la 13e fois.

## Déroulement
Cette édition 1999-2000 se déroule en quatre phases : un tour préliminaire, un premier tour, une phase de poules et un Final four.
Le premier tour regroupe 16 des meilleures équipes européennes de rink hockey (dont les trois équipes vainqueurs du tour préliminaire).
Les matchs se jouent en confrontations aller-retour, comme le tour préliminaire. Les 8 équipes qui gagneront en score cumulé auront le droit de jouer la phase de poules. Les 4 équipes possédant le meilleur rang européen seront quant à eux reversé en Coupe CERS.
La phase de poules regroupe 8 équipes, réparties dans 2 poules de 4. Chaque équipe rencontre deux fois les autres équipes de la poule. Les 2 meilleures équipes de chaque poules joueront le Final Four.
Le Final Four regroupe sur 2 jours et en terrain neutre, les 4 meilleures équipes de la compétition.
Cette ultime phase est organisée sous la forme d'une coupe à élimination directe. L'équipe qui remporte la demi-finale et la finale gagnera alors le trophée de la Ligue Européenne des Champions 2000.

## Équipes qualifiées
| 1999/00        | 1999/00        | 1999/00         | 1999/00  |
| -------------- | -------------- | --------------- | -------- |
| FC Barcelona   | Pati Vic       | HC Liceo Coruña | Igualada |
| FC Porto       | OC Barcelos    | SL Benfica      |          |
| Scandiano      | Bassano        | Novara          |          |
| HC Quévert     | St. Omer       | AS Merignac     |          |
| Genéve RHC     | SC Thunerstern | RSC Uttigen     |          |
| Letchworth RHC |                |                 |          |

## Tour préliminaire
| Équipe  | Résultat | Équipe         | 1er Match | 2e Match |
| St Omer | 14-5     | Letchworth RHC | 11-3      | 7-2      |

## Premier tour
| Équipe          | Résultat | Équipe       | 1er Match | 2e Match |
| SL Benfica      | 19-4     | St Omer      | 8-0       | 11-4     |
| FC Porto        | 10-1     | HC Quévert   | 7-0       | 3-1      |
| SC Thunerstern  | 5-22     | Novara       | 4-16      | 1-6      |
| AS Merignac     | 7-25     | Igualada     | 4-12      | 3-13     |
| HC Liceo Coruña | 5-6      | OC Barcelos  | 4-0       | 1-6      |
| Scandiano       | 3-17     | FC Barcelone | 1-5       | 2-12     |
| RSC Uttigen     | 8-6      | Genéve RHC   | 5-3       | 3-3      |
| Hockey Prato    | 4-5      | Pati Vic     | 4-2       | 0-3      |

## Phase de poules

### Groupe A
|             | Équipes | Pts | J | V | E | D  | BM | BE | DB |
| ----------- | ------- | --- | - | - | - | -- | -- | -- | -- |
| SL Benfica  | 9       | 6   | 4 | 1 | 1 | 19 | 12 | 7  |    |
| Novara      | 6       | 6   | 2 | 2 | 2 | 24 | 23 | 1  |    |
| Igualada    | 5       | 5   | 2 | 1 | 2 | 11 | 15 | -4 |    |
| OC Barcelos | 4       | 6   | 1 | 2 | 3 | 23 | 27 | -4 |    |

|             | BEN | NOV | IGU | BAR |
| ----------- | --- | --- | --- | --- |
| SL Benfica  |     | 2-3 | 3-1 | 4-3 |
| Novara      | 4-4 |     | 1-2 | 9-7 |
| Igualada    | 0-2 | 3-2 |     | 3-5 |
| OC Barcelos | 1-4 | 5-5 | 2-2 |     |

### Groupe B
|              | Équipes | Pts | J | V | E | D  | BM | BE  | DB |
| ------------ | ------- | --- | - | - | - | -- | -- | --- | -- |
| FC Barcelone | 10      | 6   | 5 | 0 | 1 | 34 | 14 | 20  |    |
| FC Porto     | 10      | 6   | 5 | 0 | 1 | 27 | 15 | 12  |    |
| Pati Vic     | 4       | 6   | 2 | 0 | 4 | 28 | 21 | 7   |    |
| RSC Uttigen  | 0       | 6   | 0 | 0 | 6 | 15 | 54 | -39 |    |

|              | BAR  | POR | VIC | UTT  |
| ------------ | ---- | --- | --- | ---- |
| FC Barcelona |      | 5-2 | 4-0 | 8-3  |
| FC Porto     | 3-2  |     | 4-3 | 9-2  |
| Pati Vic     | 3-4  | 2-3 |     | 15-2 |
| RSC Uttigen  | 3-11 | 1-6 | 4-5 |      |

## Final Four
|  | Demi-finales | Demi-finales |                |      | Finale | Finale |
|  |              |              |                |      |        |        |
|  | 31 mars 2007 |              |                |      |        |        |
|  |              |              |                |      |        |        |
|  | FC Porto     | 4            |                |      |        |        |
|  | FC Porto     | 4            | 1er avril 2007 |      |        |        |
|  | SL Benfica   | 1            |                |      |        |        |
|  | SL Benfica   | 1            | FC Porto       | (2)2 |        |        |
|  | 31 mars 2007 |              | FC Porto       | (2)2 |        |        |
|  |              | FC Barcelona | 2(3)           |      |        |        |
|  | ' Novara     | FC Barcelona | 2(3)           | 1    |        |        |
|  | ' Novara     |              |                | 1    |        |        |
|  | FC Barcelone | 4            |                |      |        |        |
|  | FC Barcelone | 4            |                |      |        |        |

| Ligue des champions 00–01 Vainqueur |
| ----------------------------------- |
|                                     |
| FC Barcelone (13e titre)            |